# Park Hae-jung
Park Hae-jung, född 29 juli 1972 i Iksan, Sydkorea, är en sydkoreansk bordtennisspelare som tog OS-brons i damdubbel i Barcelona år 1996 tillsammans med Ryu Ji-hae. Det blev även brons 1993 vid världsmästerskapen i Göteborg, silver 1995 i Tianjin, brons 1999 i Eindhoven och brons 2000 i Kuala Lumpur.